# Ketelbinkie (smartlap)

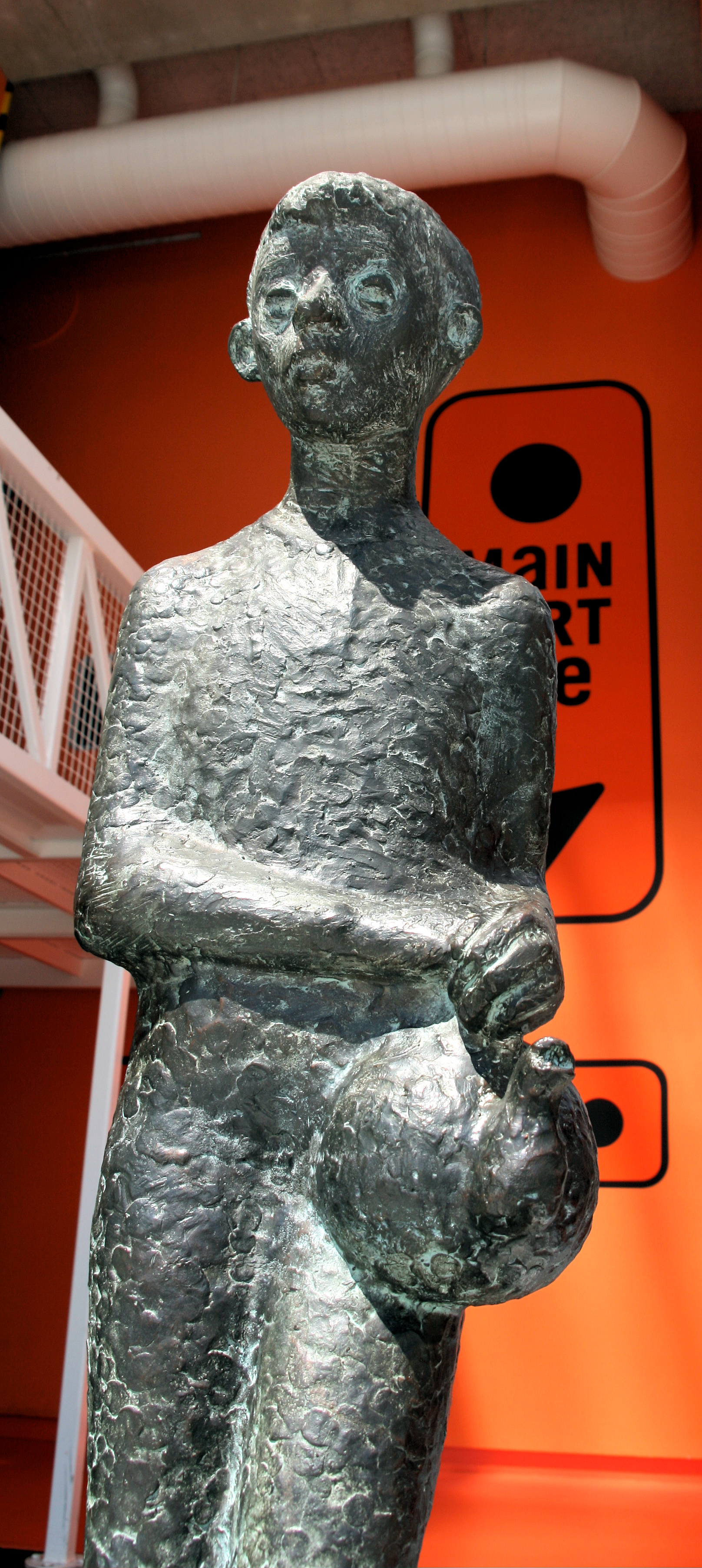
Beeld van Ketelbinkje (gangway) Maritiem Museum

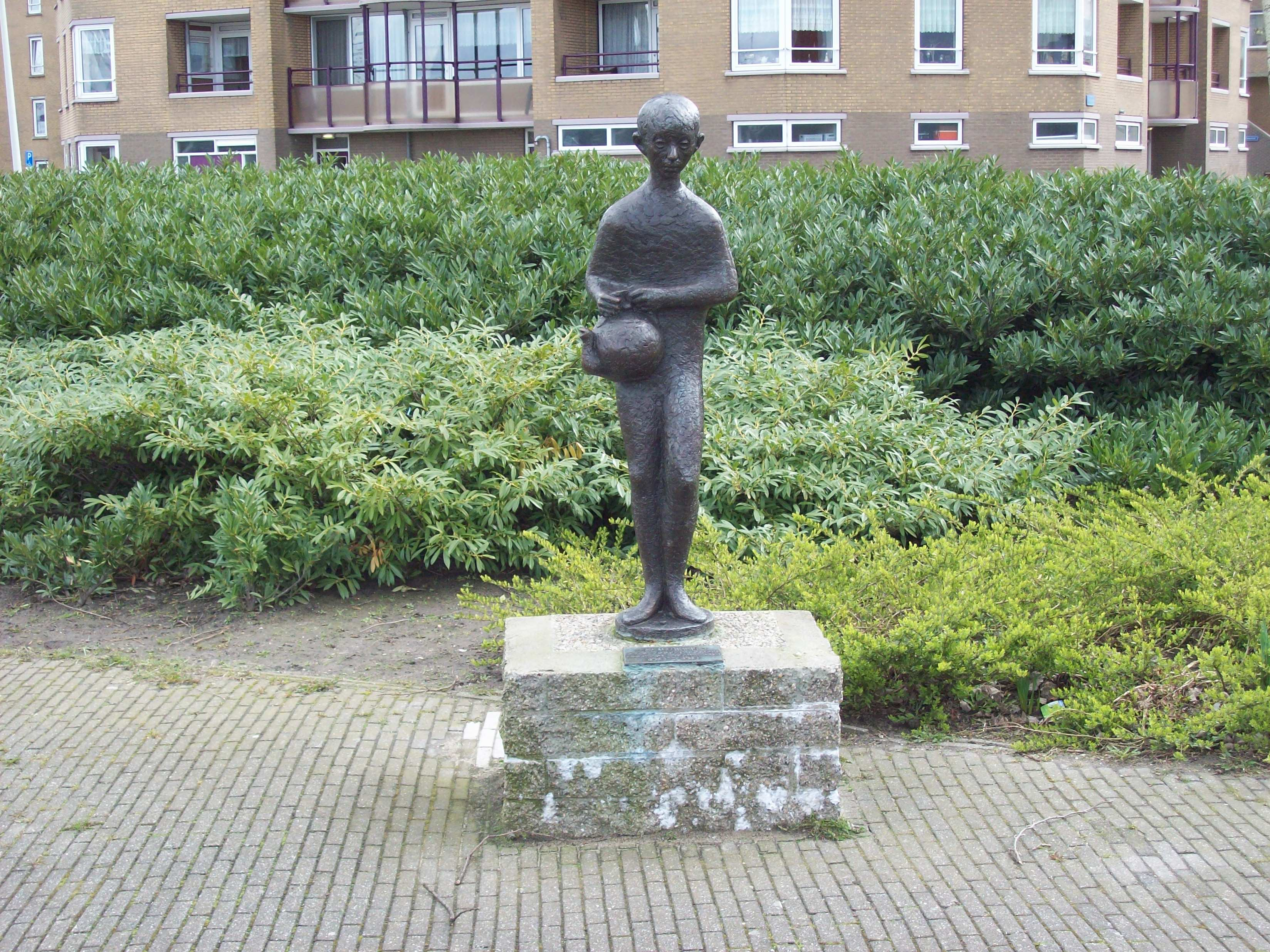
Ketelbinkie
op de kade van het Buizenpark te Katendrecht

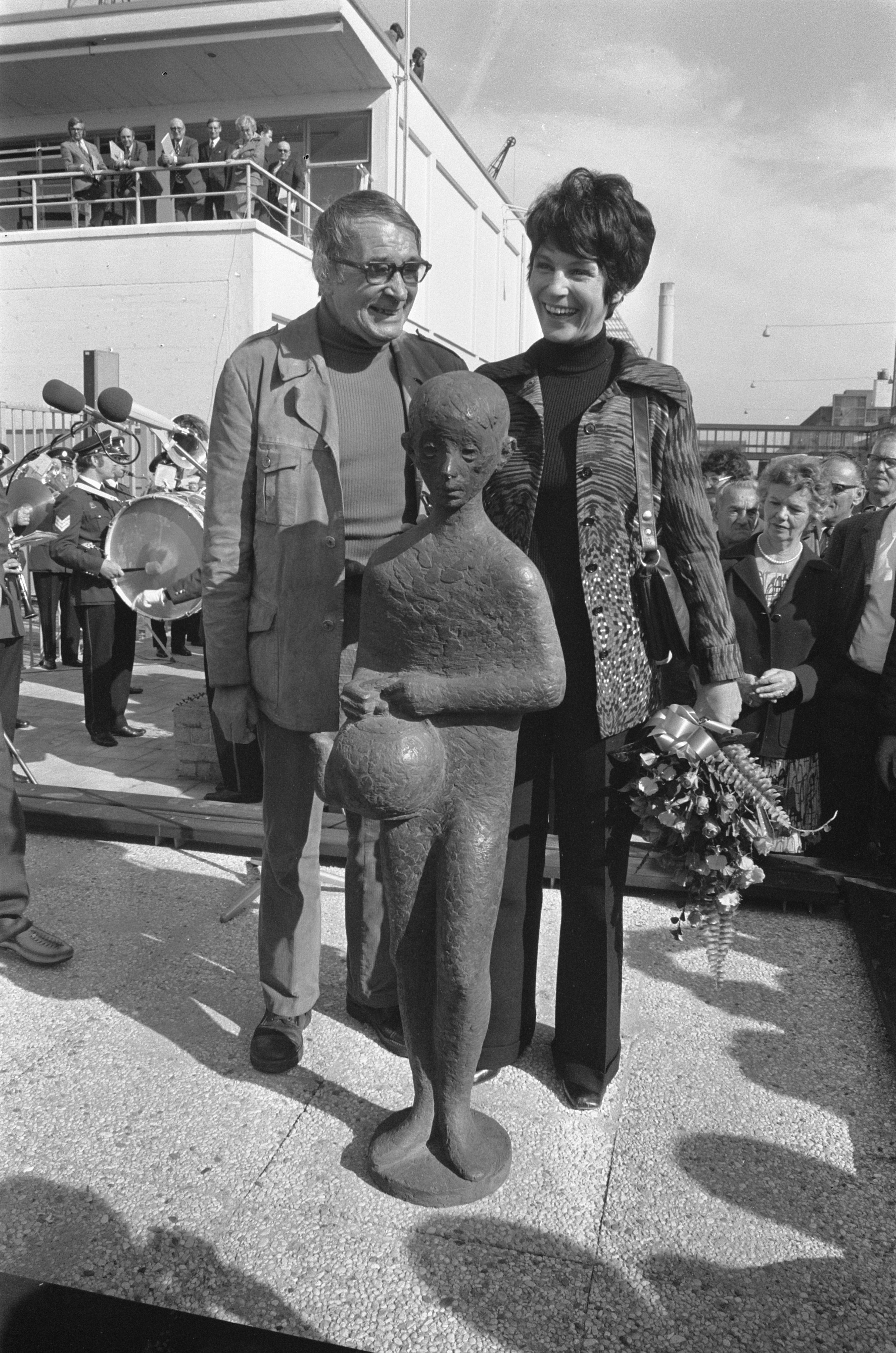
Frans van Schaik en Mies Bouwman bij de onthulling van het beeld in 1973

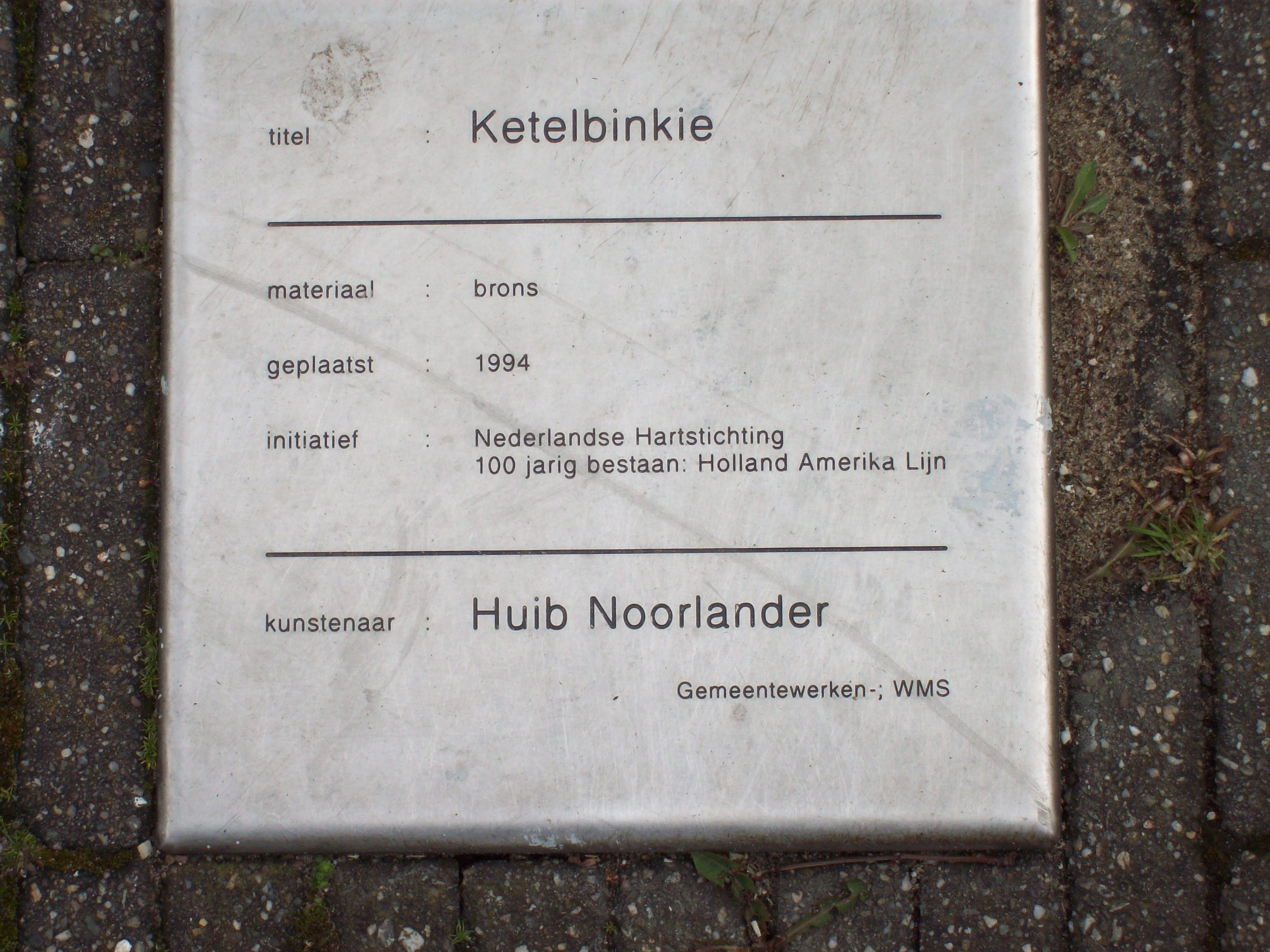
Ketelbinkie
info-plaquette

De straatjongen uit Rotterdam, beter bekend als Ketelbinkie, is een Nederlandse smartlap uit 1942. Anton Beuving schreef de tekst, Jan Vogel de muziek. Het lied klonk voor het eerst in het hoorspel (ofwel de radiorevue) Daar was eens een meisje loos ... op 2 juni 1942, uitgezonden door de Nederlandsche Omroep. Ketelbinkie werd bij die gelegenheid uitgevoerd door Frans van Schaik, ook wel aangeduid als De Zingende Zwerver, die er zoveel succes mee had dat hij het in zijn repertoire opnam. Van Schaik heeft het lied in zijn muzikale loopbaan vijf keer opgenomen voor een plaatuitgave. De eerste opname was in april 1943 met Cor Steyn achter het orgel van het City Theater in Amsterdam.

## Tekst
Het lied gaat over een niet bij naam genoemde scheepsjongen (ketelbink) die voor de eerste keer op een schip meevaart en bij het uitvaren afscheid neemt van zijn moeder die aan de kade staat. Het wordt meteen zijn laatste reis; aan het eind van het lied krijgt hij een zeemansgraf.

## Achtergronden
In de tekst beschreef Beuving zijn eigen belevenissen uit zijn jeugd, toen hij voer op de grote vaart. Alleen het slot, waarin "Ketelbinkie" komt te overlijden, is verzonnen. 
In het lied komen nogal wat zeemanstermen voor die inmiddels verouderd en daarmee niet meer algemeen bekend zijn. Zo is "foc'sle" (uitspraak: foksel) een verbastering van het Engelse "forecastle" ofwel "vooronder", de plek achter de boeg waar vroeger de bemanning sliep. De schoot-an waar de tekst melding van maakt was een soort jenever die werd gemaakt volgens een recept van de VOC.
Ook is er sprake van "In zeildoek en met roosterbaren werd hij die dag op 't luik gezet". Dat was de gebruikelijke wijze waarop op zee een uitvaart plaats vond.  De overledene werd in zeildoek gewikkeld en daarbij werden oude, niet meer gebruikte roosterbaren mee gewikkeld, die dienden ter verzwaring van het lijk, zodat dit niet meer boven water zou komen. Roosterbaren zijn de dikke metalen platen die  met velen naast elkaar gelegen tezamen het vuurrooster van een stoomketel vormen. Ten slotte werd de overledene op een luik gelegd dat door de bemanning werd vastgehouden. De kapitein sprak een woord of gebed en daarna volgde het "Eén, twee, drie, in Godsnaam" en daarop tilde de bemanning het luik, zodat de overledene eraf gleed en in zee viel.    
Veel mensen die het lied zingen maken in de eerste zin de fout Toen wij uit Rotterdam vertrokken. De correcte tekst luidt Toen wij van Rotterdam vertrokken; wie vertrekt uit een plaats komt niet meer terug, wie van een plaats vertrekt (hopelijk) wel. Vandaar dat zeelieden altijd "van" zeiden. Ook is weleens de alternatieve tekst Toen wij uit Rotterdam vertrokken, vertrokken wij uit Rotterdam gezongen, onder meer door André van Duin midden jaren 1970.

## Standbeeld
Op de kade bij het Buizenpark (Katendrecht) in Rotterdam staat sinds 1994 een standbeeld van Ketelbinkie, in 1973 ontworpen door de Rotterdamse kunstenaar Huib Noorlander, op initiatief van de Nederlandse Hartstichting ter gelegenheid van het 100-jarig bestaan van de Holland-Amerika Lijn. Dit beeld stond oorspronkelijk op de Wilhelminakade.
Een tweede standbeeld van Ketelbinkie staat sinds 1998 in het Maritiem Museum aan de Leuvehaven in Rotterdam. Ook dit beeldje is door Huib Noorlander gemaakt.